# Ústav práva a právní vědy
Ústav práva a právní vědy, o.p.s. je vědecká a vzdělávací instituce. Kromě vědecké, vzdělávací, publikační a vydavatelské činnosti poskytuje též manažerské profesní vzdělávání v rámci vzdělávacích programů MBA, BBA, LLM., DBA, MPA a MSc. V těchto programech je na výběr z více než 28 specializací a tím se řadí mezi největší školy nabízející postgraduální studium v České republice. Na trhu působí již od roku 2005 a má zde tedy jednu z nejdelších tradic.

## Aktivity
- Pedagogická, zejména přednášková a seminární činnost pro právnické osoby, fyzické osoby a organizační složky státu, územní a zájmovou samosprávu z oblasti veřejného i soukromého práva, ale i jiných oblastí veřejného života.[1]
- Vědecká činnost, realizovaná zejména formou zpracování stanovisek, studií, posudků, rozborů, analýz a expertiz.
- Organizace tematických seminářů či konferencí
- Vydávání odborného časopisu PRÁVO - časopis pro právní teorii a praxi.

## Historie
Ústav práva a právní vědy vznikl v roce 2003 jako občanské sdružení registrované podle zákona č. 83/1990 Sb., a to jako sdružení právníků především z řad advokacie, komerčních právníků, právníků z oblasti veřejného sektoru, zabývajících se právně teoretickou činností a aspirující i na revizi legislativně právní činnosti, v podobě stanovisek, expertíz a studií zpracovávaných pro jednotlivé poslanecké kluby Parlamentu ČR, týkajících se návrhů zákonů a ústavních zákonů. Nejznámější z té doby byly Studie Ústavu práva a právní vědy o souladu Smlouvy o přistoupení ČR k Evropské unii s ústavním pořádkem ČR z roku 2003, nebo Studie k zákonu o trestání právnických osob z roku 2004, která byla citována i na plénu Poslanecké sněmovny Parlamentu ČR. 
V roce 2005 se Ústav práva a právní vědy transformoval v obecně prospěšnou společnost a začal svoji činnost více zaměřovat na vzdělávací aktivity, pořádání konferencí, seminářů a přednášek pro širokou laickou i odbornou veřejnost.

## Publikační činnost
Společnost má svoje vlastní nakladatelství a vydavatelství, s názvem „Edice Právo a management“, v němž vychází prestižní knižní tituly a skripta jejich lektorů.

## Studijní obory
Výuka probíhá převážně interaktivně na tematických seminářích s lektory. Studium je koncipováno do 3 semestrů. V průběhu studia absolvuje student zpravidla 10 modulů, které jsou považovány za ukončené odevzdáním a řádnou klasifikací seminárních prací. Studium je rozloženo na dva semestry po pěti modulech. V každém semestru bývá zpravidla pátý modul povinně volitelný a student si daný modul může vybrat ze široké nabídky povinně volitelných modulů. Mezi moduly patří: MBA Public Relations, MBA Řízení lidských zdrojů a personální management, MBA Commercial Law, MBA Public Law, MBA Leadership,, MBA Mezinárodní vztahy a evropská studia, MBA Pojišťovnictví, Bachelor of Business Administration (BBA) a Rozhodce.